# Paul Ramsey (Fußballspieler)
Paul Christopher Ramsey (* 3. September 1962 in Derry) ist ein ehemaliger nordirischer Fußballspieler. Er war zwischen 1980 und 1991 langjähriger Spieler von Leicester City, das zwischen der ersten und zweiten englischen Liga „pendelte“, und bestritt insgesamt 322 Pflichtspiele für die „Foxes“. Darüber hinaus absolvierte er 14 A-Länderspiele zwischen 1983 und 1989 für die nordirische Nationalmannschaft und war Teil des Kaders der WM-Endrunde 1986 in Mexiko. Dort blieb er jedoch ohne Einsatz.

## Sportlicher Werdegang
Ramsey erlernte das Fußballspielen in der nordirischen Heimat, bevor er sich im März 1978 in England beim „Noch-Erstligisten“ Leicester City im Alter von 15 Jahren vorstellte. Die „Foxes“ hatten schon seit geraumer Zeit eine starke Verbindung nach Derry und so war Ramsey eines von fünf Talenten, die dem Scout von Leicester Jim O’Hea empfohlen wurden. Der damalige Cheftrainer Frank McLintock zeigte sich von allen Spielern angetan und gab an, dass alle so schnell wie möglich nach Leicester zurückkehren sollten. Ramsey schloss sich im folgenden Jahr der Jugendabteilung von Leicester City an und nach dem Übergang in den Seniorenbereich debütierte er im März 1981 per Einwechslung gegen den FC Arsenal (1:0). Die Foxes waren zwischenzeitlich in die höchste englische Spielklasse zurückgekehrt, mussten aber nach Ablauf der Saison 1980/81 erneut den Gang in die Zweitklassigkeit antreten. Ramsey blieb zunächst nur Ergänzungsspieler, absolvierte dann jedoch in der Spielzeit 1982/83 40 von 42 möglichen Ligapartien. Neben dem Zweitliga-Torschützenkönig Gary Lineker waren auch Ramseys konstante Leistungen als rechter Außenverteidiger ein wichtiger Faktor für den erneuten Aufstieg in die erste Liga.
In den folgenden vier Erstligajahren war Ramsey zumeist Stammspieler, entweder im Mittelfeld oder in der Abwehr. Zwar war er für einige Zeit dann auch Kapitän der Mannschaft, aber zeitweilige Verletzungen oder Formverluste sorgten dafür, dass er gelegentlich längere Pausen einlegen musste. Nach dem erneuten Abstieg nach der Saison 1986/87 war er vier weitere Jahre für Leicester in der zweiten Liga unterwegs, wobei er in seiner letzten Spielzeit 1990/91 mehr oder weniger aussortiert und nach einem Trainerwechsel für einen neuen Verein freigegeben wurde. Insgesamt hatte Ramsey für Leicester 322 Pflichtspiele absolviert und dabei 15 Tore geschossen. Während der langjährigen Vereinskarriere in Leicester wurde Ramsey auch mehrfach in die nordirische Nationalmannschaft berufen. Dass er dabei zwischen 1983 und 1989 auf vergleichsweise wenige 14 Länderspiele kam, war möglicherweise darauf zurückzuführen, dass ihm Trainer Billy Bingham als „Allrounder“ zwischen Mittelfeld und Abwehr keine fixe Rolle zutraute. Highlight war am 16. November 1983 sein Mitwirken beim überraschenden 1:0-Auswärtssieg beim Vizeweltmeister Deutschland in der Europameisterschaftsqualifikation. Danach wirkte er mit beim Gewinn der 1984er British Home Championship und wurde in den Kader für die WM-Endrunde 1986 in Mexiko nominiert – wo er jedoch zu keinem Einsatz kam.
Im August 1991 fand Ramsey beim walisischen Klub Cardiff City, der in der vierten englischen Liga spielte, eine neue sportliche Heimat. Als Kapitän führte er Cardiff zur Viertligameisterschaft 1993 und im Jahr darauf zum Klassenerhalt in der dritten Liga. Außerdem gewann er mit dem Klub in den Jahren 1992 und 1993 jeweils den walisischen Pokal. Daraufhin verbrachte er zwei Spielzeiten beim schottischen FC St. Johnstone, stieg mit diesem aber in der Saison 1993/94 aus der ersten Liga ab und kehrte im November 1994 in seine neue walisische Wahlheimat auf Leihbasis nach Cardiff zurück, wo er ebenfalls einen Drittligaabstieg hinnehmen musste. Über Barry Town in der League of Wales, den Cliftonville FC in Nordirland und Telford United in der englischen Football Conference, schloss er sich Ende November 1995 mit Torquay United ein letztes Mal einem englischen (Profi-)Viertligisten an. Trotz des letzten Platz in der Spielzeit 1995/96 durfte der Verein aber in der Viertklassigkeit verbleiben, da der Fünfligameister Stevenage Borough die Bedingungen für den Profifußball nicht erfüllte. Zuletzt ließ er die aktive Karriere in der Southern Football League beim Merthyr Tydfil FC, Rothwell Town, Grantham Town und dem FC King’s Lynn ausklingen.

## Titel/Auszeichnungen
- British Home Championship (1): 1983/84
- Walisischer Pokal (2): 1991/92, 1992/93